# Humberto Rafael Rugiero
Humberto Rafael Rugiero (1903-1968) fue un médico argentino especialista de tisiología y enfermedades infecciosas. Presidió la Asociación Médica Argentina durante dos períodos y escribió varios tratados de su especialidad.

## Biografía
Nació en la ciudad de Buenos Aires el 19 de septiembre de 1903, hijo de Salvador Rugiero y Laura Granata.
Estudió en la Facultad de Medicina de la Universidad de Buenos Aires.
Influenciado por los trabajos de Fisher en Estados Unidos, en su tesis doctoral publicada en 1955 demostró contra lo generalmente considerado en la época que la poliomielitis atacaba por igual a cualquier clase social y que en el brote acaecido en 1953 en Argentina, la enfermedad tuvo difusión en directa relación con la mayor densidad poblacional.
Inició su carrera trabajando con el doctor Carlos Gandolfo. Trabajó primero como ayudante y luego como profesor en diversas cátedras hasta que en 1960 se convirtió en profesor titular de la cátedra de epidemiología de la Facultad de Medicina de la Universidad de Buenos Aires.
Publicó los primeros trabajos de América acerca de la leptospirosis y diversos ensayos sobre tifus exantemático y otras rickettsiosis, psitacosis así como sobre la fiebre hemorrágica argentina. Entre sus libros y principales ensayos se encuentran Síndrome Talámico (1932), Estudio histologico de los velos de cultivos de Bacilo de Koch en caldo glicerinado (Semana Médica, 1936), Tuberculosis pulmonar, formas clínicas y tratamiento: clasificación de Bard (1941), Estudio de la epidemia de Heine-Medin del año 1953 (1955) y Síntesis médica sobre fiebre hemorrágica argentina (1965).
Tras la muerte de José Belbey fue elegido presidente de la Asociación Médica Argentina para el bienio 1960-1962 y reelecto para el período 1962-1964.
Murió en julio de 1968.
Un premio de la Asociación Médica Argentina al mejor trabajo sobre enfermedades infecciosas lleva su nombre.